# GSC1443-1497
GSC1443-1497 — хімічно пекулярна зоря спектрального класу A1, що має видиму зоряну величину в смузі V приблизно 10,3.